# Ajan Gasanovna Šachmalieva
Ajan Gasanovna Šachmalieva (Baku, 12 novembre 1932 – San Pietroburgo, 27 aprile 1999) è stata una regista sovietica.

## Filmografia parziale

### Regista
- Mišel' i Mišutka (1961)
- Kapitan (1973)